# Bảo tàng Jan Matejko ở Krakow
Bảo tàng Jan Matejko ở Krakow, Ba Lan được thành lập năm 1895 và là một chi nhánh của Bảo tàng Quốc gia tại Krakow từ năm 1904.

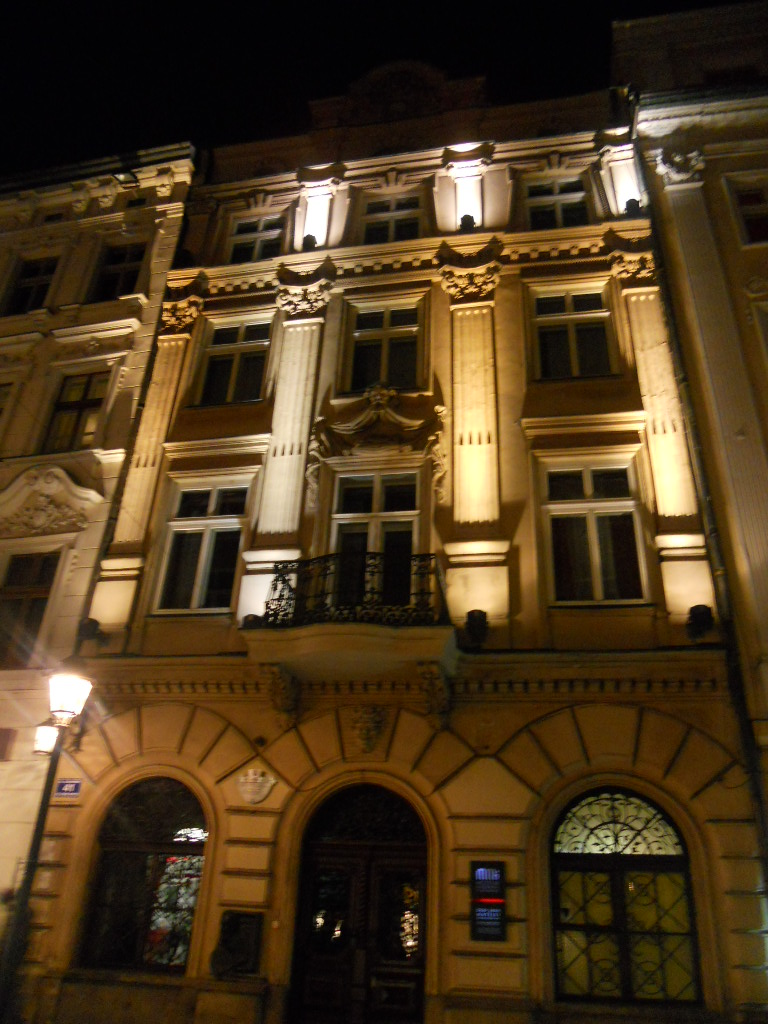
Bảo tàng nhìn từ bên ngoài

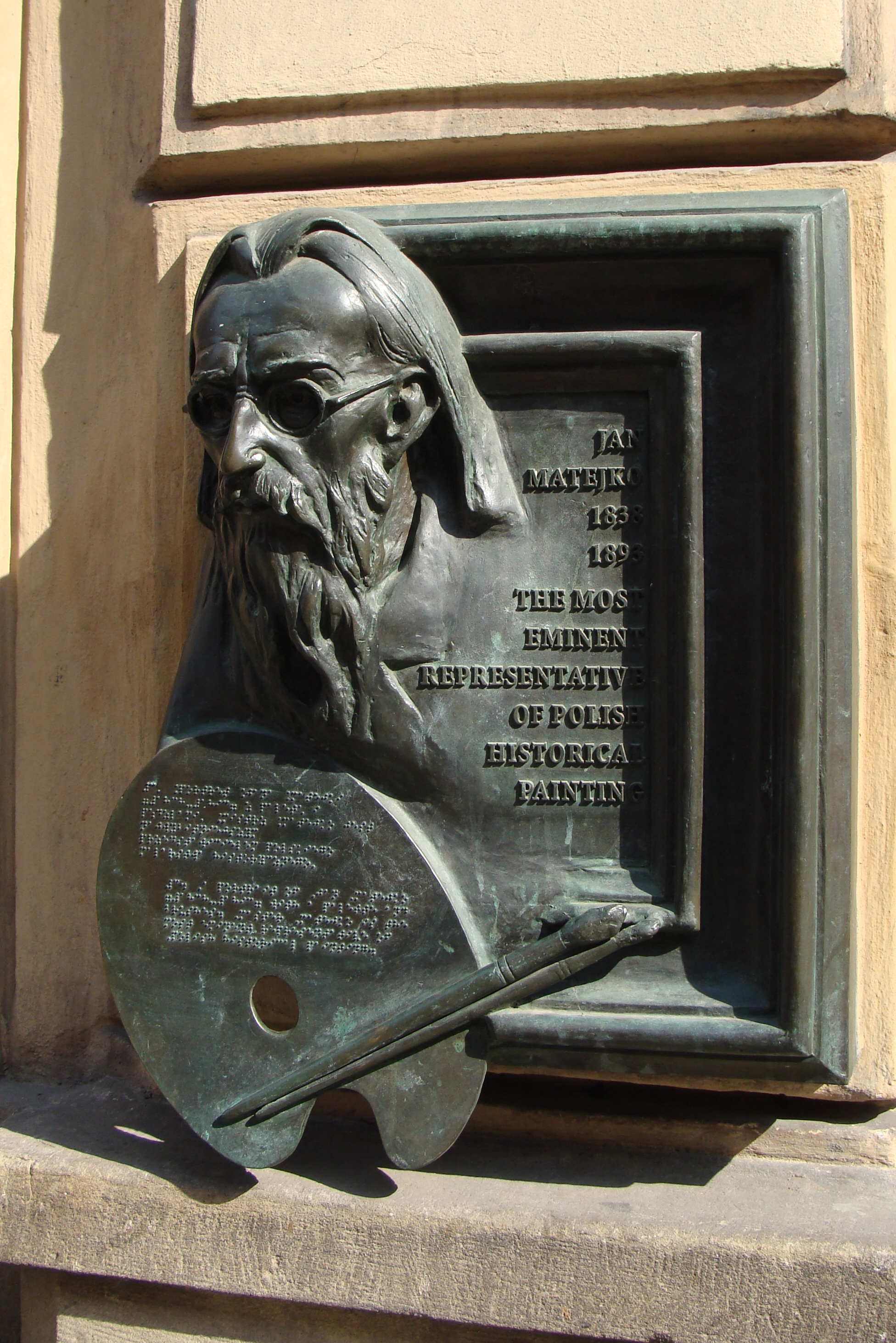
Bức tượng bán thân phù điêu của Jan Matejko

Một ngày sau đám tang của Jan Matejko, vào ngày 8 tháng 11 năm 1893, một bài báo của Marian Sokołowski đã xuất hiện trên tờ "Czasie" của Krakow, trong đó, trích dẫn các ví dụ về các ngôi nhà - bảo tàng, ví dụ như Rafael ở Urbino hoặc Michelangelo ở Florence, đã kêu gọi tưởng nhớ Jan Matejko. Ý tưởng này đã thu hút rất nhiều đến Hoàng tử Eustachy Sanguszko, người đứng đầu Hiệp hội Jan Matejko, bắt đầu thu thập thông qua việc thu thập các khoản tiền phù hợp. Vào ngày 7 tháng 11 năm 1895, vào ngày kỷ niệm thứ hai của đám tang họa sĩ, một ngôi nhà chung cư và một phần của bộ sưu tập đã được mua từ gia đình của họa sĩ.Vào ngày 1 tháng 5 năm 1896, phòng khách và phòng ngủ được mở cửa cho khách tham quan khi phần đầu tiên của bảo tàng được tạo ra. Đồng thời, một thư viện đã được thu thập, bao gồm các ấn phẩm về Jan Matejko và các bức ảnh của hầu hết các bức tranh của bậc thầy đã được thu thập.
Ngôi nhà chung cư được điều chỉnh theo nhu cầu của bảo tàng, xây dựng lại theo sự chỉ đạo của Tadeusz Stryjeński vào năm 1896-1898 và Zygmunt Hendel vào năm 1901-1904. Ngày 26 tháng 6 năm 1904 Jan Matejko chính thức bàn giao bảo tàng cho Hội đồng thành phố Krakow, đã bàn giao cho Bảo tàng Quốc gia. Sau Thế chiến II, bảo tàng được mở cửa trở lại sau cuộc cải tạo chung vào năm 1953. Ngôi nhà chung cư được cải tạo ngay trước lễ kỷ niệm 100 năm ngày mất của Jan Matejko, được tổ chức vào năm 1993.
Trên tầng đầu tiên được trình bày một phòng ngủ và phòng khách của Matejków. Trên tầng hai, trong căn phòng nơi họa sĩ sinh ngày 24 tháng 6 năm 1838, có một tấm bia kỷ niệm với một dòng chữ Latinh, trong bản dịch sang tiếng Ba Lan là một ám chỉ về sức khỏe kém và chiều cao nhỏ của Matejko. Nó viết "Thường Chúa làm cho kích thước gần trong một hình dạng nhỏ." Trên tầng thứ ba, là phòng bảo tàng của Tomasz Pryliński -(là một nhà Kiến trúc sư và Bảo tồn) theo yêu cầu của Matejko, xưởng vẽ của ông được bảo tồn.